# ليا فرانسيس راسيل
ليا فرانسيس راسيل (بالإنجليزية: Leah Frances Russell)‏ هي مغنية أوبرا أسترالية، ولدت في 28 مارس 1891، وتوفيت في 1983.